# Liatongus medius
Liatongus medius là một loài bọ cánh cứng trong họ Bọ hung (Scarabaeidae).